# Kuna croata
La kuna è stata la valuta ufficiale della Croazia per diversi periodi, inizialmente dal 1939 al 1945 e poi dal 30 maggio 1994 fino alla fine del 2022. Aveva il codice ISO 4217 HRK e si suddivideva in 100 lipe. A luglio del 2022 è stato fissato un tasso di cambio irrevocabile di 7,53450 kune per euro.

## Storia
Le parole kuna e lipa significano "martora" e "tiglio" in croato: infatti la pelliccia di tali animali e le foglie di questi alberi erano anticamente impiegati come mezzo di pagamento negli scambi commerciali. La kuna è stata introdotta come valuta ufficiale della Croazia nel 1994 quando il paese iniziò il processo di transizione verso un'economia di mercato, sostituendo il dinaro croato, e ha rappresentato un importante passo verso l'integrazione economica della Croazia nell'Unione europea.
Prima dell'adozione della kuna la Croazia ha vissuto un periodo di incertezza monetaria e di elevata inflazione, causato da una combinazione di fattori tra cui la guerra civile, i cambiamenti economici e la difficoltà nella gestione delle politiche fiscali e monetarie.
Grazie alla kuna è stato stabilito un nuovo standard per la valuta croata, permettendo al paese di ridurre l'inflazione e di stabilizzare i prezzi. La kuna è stata anche progettata per supportare la transizione della Croazia verso un'economia più aperta, facilmente integrabile con altre valute europee.
Negli anni successivi la Croazia ha continuato a rafforzare la sua economia, attirando investimenti stranieri e aumentando la sua integrazione nell'Unione europea. La kuna è stata anche un fattore importante nel consolidamento della pace e della stabilità politica nel paese.
Il 1º gennaio 2023 è stata sostituita dall'euro e ha avuto corso legale fino al 14 gennaio 2023; il ritiro delle banconote in eccedenza era stato avviato nel settembre 2022.

## Monete
Le monete erano coniate dalla zecca croata.
| Immagine | Immagine | Valore  | Rovescio                                                           | Rovescio in croato                                                 | Diametro |
| -------- | -------- | ------- | ------------------------------------------------------------------ | ------------------------------------------------------------------ | -------- |
|          |          | 1 lipa  | Mais                                                               | Kukuruz                                                            | 17 mm    |
|          |          | 2 lipe  | Vite                                                               | Vinova loza                                                        | 19 mm    |
|          |          | 5 lipa  | Quercia                                                            | Hrast lužnjak                                                      | 18 mm    |
|          |          | 10 lipa | Tabacco                                                            | Duhan                                                              | 20 mm    |
|          |          | 20 lipa | Olivo                                                              | Maslina                                                            | 18,5 mm  |
|          |          | 50 lipa | Degenia                                                            | Velebitska degenija                                                | 20,5 mm  |
|          |          | 1 kuna  | Usignolo                                                           | Slavuj                                                             | 22,5 mm  |
|          |          | 2 kune  | Tonno                                                              | Tunj                                                               | 24,5 mm  |
|          |          | 5 kuna  | Orso bruno                                                         | Mrki medvjed                                                       | 26,5 mm  |
|          |          | 25 kuna | Vario (moneta celebrativa, con un'emissione diversa per ogni anno) | Vario (moneta celebrativa, con un'emissione diversa per ogni anno) | 32 mm    |

## Banconote
Le banconote erano stampate, per conto della Banca nazionale croata, in Austria da Oesterreichische Banknoten- und Sicherheitsdruck e in Germania da Giesecke+Devrient.
| Immagine | Valore    | Dritto                                   | Rovescio                                                                        | Dimensioni (mm) |
| -------- | --------- | ---------------------------------------- | ------------------------------------------------------------------------------- | --------------- |
|          | 5 kuna    | Fran Krsto Frankopan e Petar Zrinski     | Il vecchio castello di Varaždin                                                 | 122 × 61        |
|          | 10 kuna   | Juraj Dobrila                            | L'arena di Pola e la cittadina di Montona                                       | 126 × 63        |
|          | 20 kuna   | Josip Jelačić                            | Il castello Eltz Manor e la colomba di Vučedol                                  | 130 × 65        |
|          | 50 kuna   | Giovanni Gondola                         | La città vecchia di Ragusa e il suo palazzo del Rettore                         | 134 × 67        |
|          | 100 kuna  | Ivan Mažuranić e la lapide di Bescanuova | La cattedrale di Fiume                                                          | 138 × 69        |
|          | 200 kuna  | Stjepan Radić                            | Il vecchio palazzo del Comando generale a Osijek e la cittadella di Tvrđa       | 142 × 71        |
|          | 500 kuna  | Marco Marulo                             | Il Palazzo di Diocleziano a Spalato e la figura di un governante dell'XI secolo | 146 × 73        |
|          | 1000 kuna | Ante Starčević                           | Statua del re Tomislao I e la cattedrale di Zagabria                            | 150 × 75        |